# Вилем II из Пернштейна
Вилем II из Пернштейна и на Гельфштине (чеш. Vilém II. z Pernštejna a na Helfštejně; 1438 — 8 апреля 1521, Пардубице) — средневековый чешско-моравский магнат и государственный деятель из дворянского рода Пернштейнов, один из влиятельнейших и богатейших сановников короля Владислава II (1471—1509), высочайший маршалок и высочайший гофмейстер Чешского королевства. Дед Вратислава II из Пернштейна.

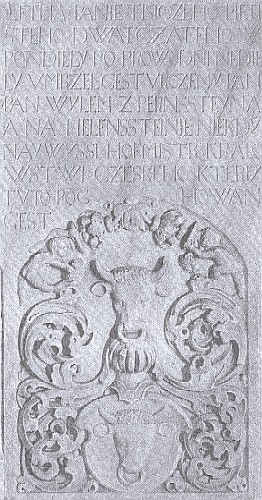
Надгробие Вилема II из Пернштейна в семейной усыпальнице в Доубравнике.

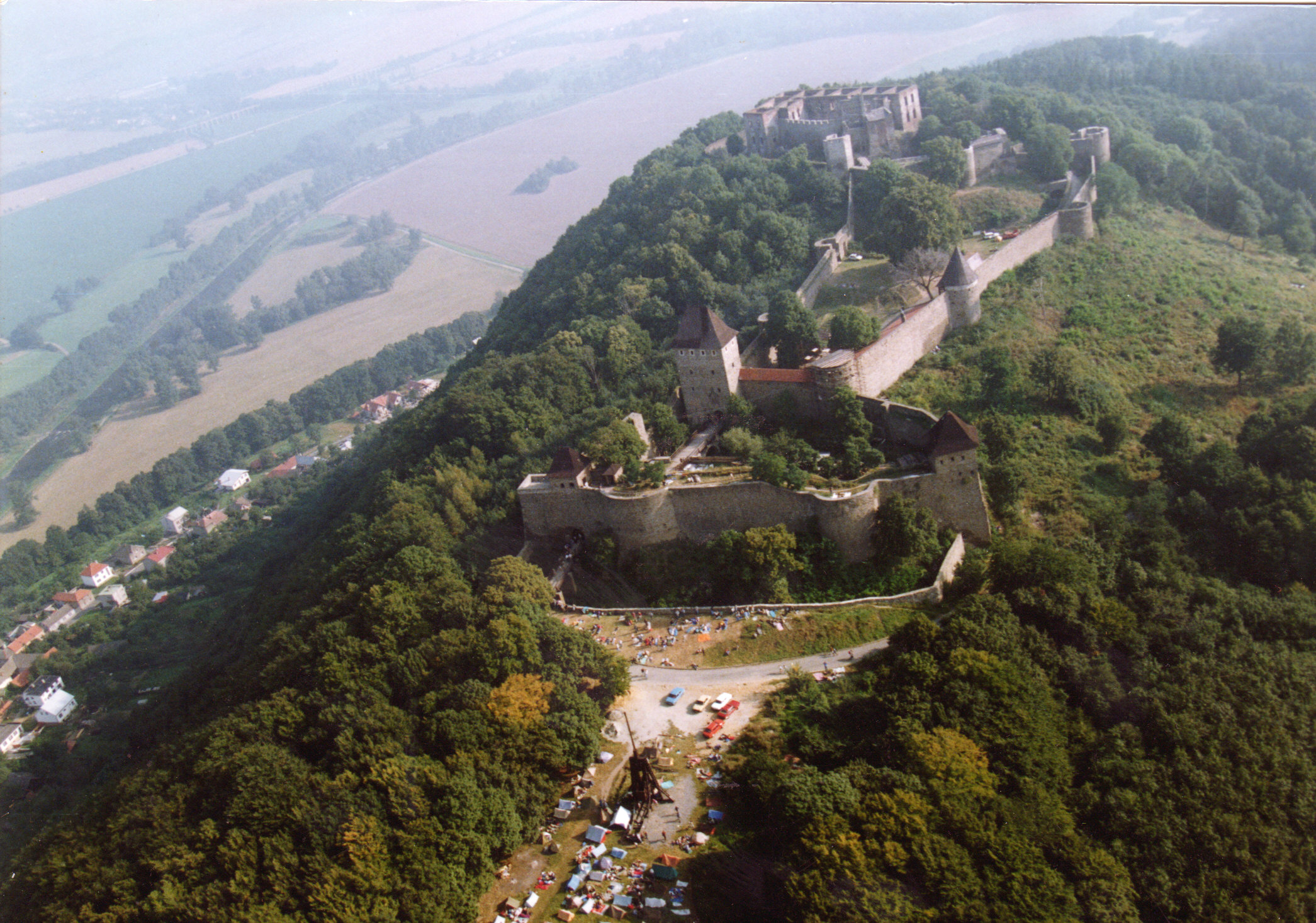
Замок Гельфштин в Моравии, по названию которого Вилем II подписывался Вилем из Пернштейна и на Гельфштине.

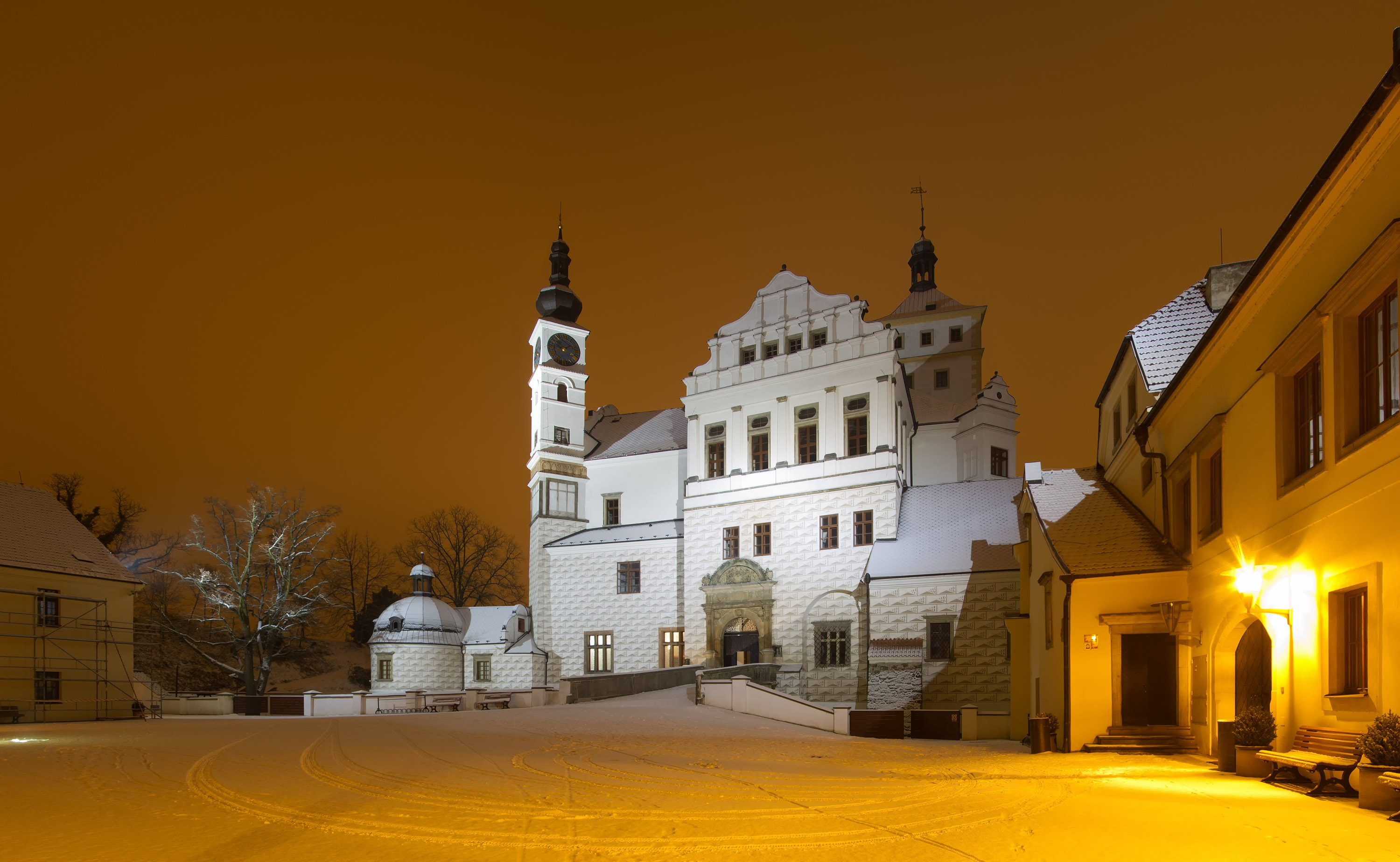
Замок-дворец в Пардубице, бывший резиденцией Вилема II с 1491 года.

## Биография
Вилем II был сыном влиятельного моравского магната Яна II из Пернштейна (ум. 1475) и его второй жены Богунки из Ломнице. В возрасте 14-ти лет отец отправил его ко двору двенадцатилетнего короля Ладислава Постума, однако внезапная смерть Ладислава в 1457 году помешала будущей безоблачной карьере Вилема при дворе. Вскоре Вилем поступил на службу к Йиржи из Подебрад, сторону которого принял его отец.
После смерти короля Йиржи из Подебрад Вилем в 1472 году вынужден был перейти на службу к Матиашу Хуньяди поскольку его старший брат Зикмунд из Пернштейна был взят в заложники сторонниками Матиаша. Вилем стал полководцем Матиаша, при этом он с лёгкостью отошёл от гуситской веры и принял католичество. Вилем II на протяжении своей жизни вообще был довольно терпим в вопросах вероисповедания — известна его ставшая крылатой фраза «S Římany věřím, s husity žiji, s bratřími umírám» (С Римлянами верую, с гуситами живу, с братьями умираю).
В 1474 году Вилем занял должность высочайшего моравского коморника, в функции которого входило управление земской казной и другим имуществом (оставался в этой должности до 1487 года). После окончания в 1479 году войны за чешский престол между Владиславом II Ягеллоном и Матиашем Хуньяди Вилем из Пернштейна становится одним из приближённых вельмож короля Владислава. В 1483 году Вилем II был назначен на пост высочайшего маршалка королевства (занимал его до 1490 года). С 1488 года он предоставлял защиту и оказывал покровительство чешским братьям, которых король Матиаш Хуньяди пытался изгнать из Моравии.
В 1490 (по другим данным, в 1487) году Вилем II занял должность высочайшего гофмейстера. После смерти Матиаша Хуньяди (в 1490 году) Вилем из Пернштейна осуществлял успешную дипломатическую деятельность, направленную на избрание Владислава Ягеллона королём Венгрии.
В 1507 году Вилем начал отходить от активной политической деятельности, сосредоточившись на управлении своими обширными владениями. В 1514 году он оставил должность высочайшего гофмейстера королевства, однако, уходя, добился назначения на неё своего младшего сына Войтеха. Последним политическим достижением Вилема II стало участие в подготовке и заключении Святовацлавского договора 1517 года, урегулировавшего взаимоотношения между городским и дворянским сословиями Чехии.
Вилем был предприимчивым хозяйственником и, в отличие от многих других аристократов, не боялся вводить в своих имениях прогрессивные способы производства и новые отрасли хозяйствования, такие как рыбоводство, пивоварение, овцеводство, горное дело.
Известный чешский историк Франтишек Палацкий так охарактеризовал личность Вилема II из Пернштейна:

«Он был мужчиной, равного которому напрасно искать в истории чешской и, возможно, других народов. Как воин он принадлежал к Средневековью, как крупный промышленник относился уже к Новому времени. Как превосходный ум и благородный характер — ко всем эпохам.»
Оригинальный текст (чешск.)«Byl muž, jemuž rovného bychom marně hledali v dějinách českých a snad i u jiných drahně národův. Co válečník, náležel ještě středověku, co velký průmyslník patřil již věku novému. Co výtečná hlava a ušlechtilý charakter věkům všem.»

Вилем II умер 8 апреля 1521 года в Пардубице в возрасте 83 лет и был похоронен в фамильном склепе под алтарем костёла Воздвижения Святого Креста в Доубравнике.

## Владения
В 1472—1473 годах упоминался под именем Вилем на Мезиржичи, что свидетельствует о владении им в то время местечком Мезиржичи, которое ранее принадлежало его деду по матери Яну из Ломнице. После смерти его старшего брата Зикмунда (в 1473) и их отца (в 1475) обширные фамильные владения, включая моравский замок Пернштейн, перешли под управление Вилема, занявшего место старшего в роду Пернштейнов.
Благодаря браку с Йоганкой из Либлиц Вилем II получил внушительное состояние и в 1475 году Вилем II купил замок Гельфштин в Моравии, по которому до конца своих дней подписывался Вилем из Пернштейна и на Гельфштине. В 1482 году резиденцией Вилема стал Моравски-Крумлов, в отношении которого он приобрёл право опеки и откуда он регулярно наведывался для важных встреч в Прагу.
90-е годы XV века стали периодом быстрого расширения территориальных владений Вилема из Пернштейна в Моравии и укрепления его имущественного благосостояния. В 1490 году Вилем приобрёл кунетицкое панство вместе с замком Кунетицка-Гора, который существенно преобразил, в том же году он получил в залог от короля Владислава II за 21 000 венгерских флоринов панство и замок Глубока. В 1491 году Вилем II купил панство Богданеч и Пардубицкое панство с замком, который перестроил в четырёхкрылый ренессансный дворец, ставший его новым местом постоянного пребывания. После смерти его младшего брата Вратислава I из Пернштейна в 1496 году Вилем II унаследовал моравский замок Плумлов с одноимённым местечком, а также панства Простеёв и Костелец-на-Гане. Вскоре после этого Вилем купил замок Драготуше и панства Пршеров, Липник и Границе.
В 1503 году Вилем II приобрёл моравские панства Товачов и Коетин. Кроме того, в залоге у Вилема из Пернштейна находилось панства Тршебич и Глубчице. Среди владений Вилема из Пернштейна были так же замки Литице (у Жамберка), Потштейн, Садек и Цимбурк; панства Иванчице (с 1486 года), Жидлоховице, Годонин (с 1512 года), Погоржелице (с 1512 года). Территориальное расширение собственности Вилема II остановилось с приобретением внушительного по своим размерам Литавского панства в окрестностях Брно, включавшего в себя, помимо самой деревни Литава, 12 сёл, несколько крепостей и три пустующих замка.

## Семья
В 1475 году Вилем II женился на Йоганке из Либлиц (умерла в 1515 году), от брака с которой родились:
- Богунка из Пернштейна (1485—1549);
- Ян IV «Богатый» из Пернштейна (1487—1548), моравский земский гетман (1515—1519, 1526—1528, 1530), граф Глаца (с 1537);
- Войтех I из Пернштейна (1490—1534), высочайший гофмейстер Чешского королевства (1514—1523).